# Instituto de Educação Governador Roberto Silveira
Instituto de Educação Governador Roberto Silveira é uma escola pública estadual localizada na cidade de Duque de Caxias, Rio de Janeiro.
Surgiu junto com o Decreto Estadual nº 8272 em 1962 e somente em 1963 recebe a denominação atual em homenagem ao ex-governador do Rio de Janeiro Roberto Silveira. A primeira denominação foi Instituto de Educação de Duque de Caxias.

Foto de Roberto Silveira

## Primeiros anos
Nos primeiros anos, a instituição só contava com o nível educacional ginasial, começando as atividades em 1963. Em espaço cedido pelo Grupo Escolar Duque de Caxias, no mesmo espaço foi realizado o primeiro exame de admissão do instituto. Em junho de 1964 é transferido para um prédio próprio.

## Chapeuzinho Vermelho
Chapeuzinho Vermelho foi o nome dado na criação do Jardim de Infância, obedecendo o Decreto nº 12169 e a Lei de Diretrizes e Bases da Educação Nacional, nº 4024/61. 

## Inclusão
IEGRS foi pioneiro em inclusão na cidade, na década de 1970 desenvolveu projetos de apoio para estudantes repetentes, programa conhecido como "Classe de oportunidades" O mesmo programa que futuramente atenderia crianças com necessidades especiais auditivas, mentais e motoras. 

## Formação de professores - Curso Normal
O curso normal surge com a necessidade de profissionalização das então professoras(o) da educação infantil, que na década de 70 eram conhecidas como “professoras leigas”, trazendo um conhecimento técnico pedagógico no auxílio da profissão.

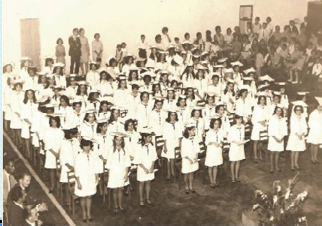
Formatura da primeira turma do curso de Formação de Professores.

## 50 anos
Em 2012 o Instituto de Educação governador Roberto Silveira completou 50 anos, celebrando meio século de grande importância no município, recebeu homenagem da Polícia Militar do Estado do Rio de Janeiro, que fez uma apresentação com sua banda em uma das quadras da escola. 